# 真ゲッターロボ
『真ゲッターロボ』（しん ゲッターロボ）とは、石川賢の漫画。ならびにそれをベースとしてバンダイビジュアルにより製作されたOVA。また、それらの作品に登場するスーパーロボットの名前。漫画『ゲッターロボ』シリーズ（ゲッターロボサーガ）の一作。
漫画『ゲッターロボ號』が初出だが、後にゲーム『スーパーロボット大戦シリーズ』に登場し、その関連書籍に漫画が掲載された。
本項は多種なメディア展開を行っており設定がそれぞれ異なっているため、各項目では他メディア設定なども補足して説明を記す。

## 漫画
原作：永井豪、作画：石川賢とダイナミックプロ。
ゲッターロボサーガの一つで、『ゲッターロボG』と『ゲッターロボ號』の間の空白を繋ぐ作品。漫画版『ゲッターロボ號』の作中で謎だった、竜馬がゲッターロボを降りた理由や早乙女研究所壊滅の真相が明かされた。この作品ではゲッターエンペラーという新たな存在も登場し、後の『ゲッターロボ アーク』や、その他のゲッターが登場する映像作品に影響を与えた。ゲームに登場する武装「ゲッターブラストキャノン」や「ゲッターレーザーキャノン」は、この作品で描かれたものを元としている。

### ストーリー
突如、宇宙から巨大な隕石が飛来した。竜馬達はゲッター1やゲッタードラゴンで破壊を試みるが失敗し、隕石は地表へ激突する。その正体はかつて倒したはずの敵、百鬼帝国のブライ大帝であった。
ゲッターチームはブライ大帝に苦戦を強いられるが、早乙女博士が実験中の真ゲッターロボの使用を決断する。その圧倒的な力の前に敗れ去ったブライ大帝は、最後に「自分はゲッターに怨みを持つ何者かによって復活させられた」と言い残す。その後、ゲッタードラゴンの実験中にブライを操っていた敵が正体を現した。「遠い未来からゲッターを破壊しに来たのだ」と言う敵のギィムバグ軍曹によれば、未来世界の宇宙は進化したゲッター軍団やゲッターの究極進化体ゲッターエンペラーによる、侵略と虐殺が行われているという。
この戦いでゲッタードラゴンに乗り込んだ弁慶は、暴走した機体と共に地中深くにもぐってしまう。早乙女博士もゲッタードラゴンを自分で掘り返そうとするが、次第にゲッターの力に取りつかれていった。まもなく、早乙女博士は研究室に一人こもり、滅ぼしたはずのゴールやブライと語り始めるなど、狂気へ足を踏み入れていく。
ゲッターの未来を目の前にして、あえて対峙せず己の人生を全うしようとする竜馬と、むしろ人間としてその飽くなき好奇心をゲッター線の解明に捧げようとする隼人は、お互いの道が違うものになったことを実感するが、多くの戦いを乗り越えてきた2人の友情に変わりはなかった。
一方、地中深くもぐったゲッタードラゴンは繭を作り、その中でゲッター核分裂を起こしながら進化していた。そして、再び現われた敵との死闘の末、地中から進化後の姿で出現した真ゲッタードラゴンにより敵は撃退できたが、早乙女研究所は壊滅して早乙女博士ら所内の人々は行方不明となり、竜馬と隼人だけが生き残った。

### 掲載
もとは双葉社のスーパーロボット大戦シリーズのアンソロジー本『スーパーロボット大戦コミック』シリーズに、1996年から1999年にかけて掲載されていた。
- スーパーロボット大戦コミック（双葉社アクションコミックス）
  - 新スーパーロボット大戦コミック (1997年5月 ISBN 4575935034) - 「真ゲッターロボ・新たなる戦い」。
  - スーパーロボット大戦Fコミック (1997年12月 ISBN 4575935441) - 「真ゲッターロボ・ファーストコンタクト」。
  - スーパーロボット大戦F完結編コミック (1998年8月 ISBN 4575935786) - 「真ゲッターロボ・ファーストコンタクト act.II」。
  - スーパーロボット大戦FコミックPS版 (1999年3月 ISBN 4575936081) - 「真ゲッターロボ・ドラゴン争奪」。
  - スーパーロボット大戦F完結編コミックPS版 (1999年7月 ISBN 4575936367) - 「真ゲッターロボ・ドラゴン争奪 act.II」。
  - スーパーロボット大戦コンプリートボックスコミック (1999年11月 ISBN 457593657X) - 「真ゲッターロボ・破滅への序曲」。

- その他
  - コミックゲーム王国 1996年8月号 スーパーロボット大戦大特集 (雑誌)(双葉社) - 「ゲッターロボVSゲッターロボG」。
  - 真(チェンジ!!)ゲッターロボ ビジュアルブック (ホビージャパンムック 1998年12月 ISBN 4894251892) - OVA『真（チェンジ!!）ゲッターロボ 世界最後の日』の外伝漫画「クレーターバトル」。
  - ゲッターロボジェネレーション  (モビーディック 1999年7月 ISBN 4944190123) - 「真ゲッターロボ・未知との遭遇」。

- 総集編 - WEEKLY漫画アクション増刊号 (雑誌)(双葉社)。「クレーターバトル」と「未知との遭遇」は収録していない。
  - 真ゲッターロボ総集編 (1999年1月) - 書き下ろし「ゲッターロボG・ブライ誕生」。
  - 真ゲッターロボ総集編 vol.2 (2000年4月) - 書き下ろし、真ゲッターロボ最終章「進化の果て」。

- 単行本 (双葉社)
  - アクションコミックス 全2巻 - 加筆修正あり。
    - ゲッターロボサーガ11 真ゲッターロボ 1 (2000年4月 ISBN 4575936855)
    - ゲッターロボサーガ12 真ゲッターロボ 2 (2000年10月 ISBN 4575937150)

  - 双葉文庫 名作シリーズ 全1巻 
    - 真ゲッターロボ (2002年9月 ISBN 457572422X)

  - アクションコミックス Coinsアクションオリジナル (コンビニコミック) 全1巻
    - 真ゲッターロボ 謎の昆虫軍団来襲!真ゲッターロボ出撃せよ!編 (2010年2月 ISBN 457599488X)

### 登場人物
流竜馬
初代ゲッターロボより1号機を歴任してきたパイロット。今作でも引き続き真ゲッター1を担当する。
神隼人
初代ゲッターロボより2号機を歴任してきたパイロット。今作でも引き続き真ゲッター2を担当する。また、今作より早乙女博士の助手を務め、試作ゲッターを自己開発するまでに至る。
車弁慶
ゲッターロボGより登用され3号機ポセイドン号を担当した。今作では初代ゲッターのベアー号やゲッター3、ゲッター1を担当し後輩たちを率いる。また、真ゲッターの初陣にも参加し真ゲッター3にてブライの首を取る殊勲を達成するが、その後足を負傷し3号機の担当を伊賀利に奪われる。
早乙女博士
歴代ゲッターロボを開発した科学者で、かつては3号機ベアー号のパイロットも兼任していた。ゲッターチームの良き指導者だったが、ベンケイとドラゴンを失った今作後半より挙動が一変する。
早乙女ミチル
早乙女博士の長女。今作では「ファーストコンタクト」冒頭にのみ登場し以降描かれていないが、『ゲッターロボ號』での回想描写に従えば最終局面の早乙女研究所の壊滅時に死亡したと見られる。
早乙女元気
早乙女博士の次男。姉同様に「ファーストコンタクト」冒頭にのみ登場、最終局面に死亡したと見られる。
愛犬ロボ
今作では「ファーストコンタクト」冒頭にのみ登場する飼い犬。「がんばれ！ムサシ!!」に登場した個体と同一と見られる。元々ムサシ個人の飼い犬であったかは不明だが、ムサシの死後も研究所で飼い続けられていたようだ。
巴武蔵
かつて初代ゲッターロボの3号機ベアー号を担当したパイロット。恐竜帝国との戦いで戦死したが、今作ではゲッター線に囚われた霊体として出現する。
伊賀利三佐
ゲットマシン練習生として自衛隊より出向していたパイロット、足を負傷したベンケイの代理として真ゲッター3号機を担当する。練習生の中では優秀で竜馬・隼人との連携でも引けを取らない実力を発揮した。最終章「進化の果て」では登場せず、原作での登場はここまでだがアニメ版『ゲッターロボアーク』では早乙女研究所の戦闘隊長として登場している。
矢部明
ゲットマシン練習生の1人で、再生したブライ大帝の襲来時にライガー号を担当した。竜馬を先輩と慕うが、後には登場しない。
小野田勉
ゲットマシン練習生の1人で、再生したブライ大帝の襲来時にポセイドン号を担当した。黒目がちなのが特徴。後には登場しない。
宮崎翔
ゲットマシン練習生の1人で、再生したブライ大帝の襲来時にジャガー号を担当した。ゲッター1の装甲を貫かれ触手が身体を直撃し死亡。後には登場しない。
内藤剛夕
ゲットマシン練習生の1人で、再生したブライ大帝の襲来時にベアー号を担当した。戦力差に「助けて〜」と絶叫、後には登場しない。
ブライ大帝
かつては百鬼帝国を指揮していたがゲッターロボGに敗れ死亡したと見られていた。今作ではギィムバグ軍曹によって再生され逆襲を試みるも真ゲッターの力に敗れる。ゲッター線が悲劇をもたらすエネルギーになると最初に提唱した。再死亡後はゲッター線に囚われた霊体となり、早乙女博士に付きまとう。
帝王ゴール
かつては恐竜帝国を指揮していたがゲッターロボとの戦闘の果てにブライ大帝より屈辱的にトドメを刺され死亡した。そんな恨みを忘れたのか当のブライ大帝と共にゲッター線に囚われた霊体となり、早乙女博士に付きまとう。
ギィムバグ軍曹
未来世界におけるゲッターエンペラーによる蹂躙を回避すべくゲッターロボを破壊しにブライを操り、空間跳躍で自らも来襲するが真ゲッターに阻まれ、竜馬にゲッターエンペラーの記憶を意識定着させて涯る。

### 登場ロボット
真ゲッターロボ
本作の主人公メカであり、早乙女研究所製の第三世代ゲッターロボ。絶大なパワーを発揮する代わりに人類が制御できる範囲を逸脱している点、及びゲッターエネルギーの充填が困難（宇宙線充填方式では3年必要）な欠点を持つ。専用装備にゲッターブラストキャノンがある。主に流竜馬、神隼人、伊賀利で運用された。
ゲッターロボG
かつて恐竜帝国との最終決戦用に開発された第二世代ゲッターロボ。百鬼帝国との戦闘にも運用された。今作では恐竜帝国の特殊部隊に強奪されるも奪回、再生したブライ大帝の襲来時には流－矢部－小野田のシフトでゲッターレーザーキャノン装備にて出撃。以降は真ゲッターのエネルギー増幅器として転用された。
ゲッターロボ
かつて恐竜帝国との戦闘用に開発された初代のゲッターロボであるが、オリジナルの機体は恐竜帝国との決戦時に失っており、レプリカと思われる機体が浅間山公園のゲッター博物館に復元展示されていた。ゲッターGを恐竜帝国特殊部隊より奪還する際に急遽運用され（流－神－車）、続いて再生したブライ大帝の襲来時に大型ミサイルを2基抱えて出撃（車－宮崎－内藤）。以降は退役したと見られ登場しない。
真ゲッタードラゴン
真ゲッターのエネルギー増幅器として転用されたゲッタードラゴンが車弁慶を乗せたまま暴走し、地中深くにもぐって繭を作りゲッター核分裂を起こしながら進化した姿。ゲッターロボサーガの最後まで鍵となる存在。
ゲッター聖ドラゴン (ゲッターセイントドラゴン)
「真ゲッターロボ・未知との遭遇」にて、真ゲッター実験飛行の最中に仮死状態となった流竜馬の意識内に出現した幻の存在。まだ逢う時期ではないと竜馬を現世に蘇生した。
ゲッターエンペラー
未来の世界にて宇宙での侵略と虐殺を尽くすゲッターの究極進化体。後の「ゲッターロボアーク」にて更に詳細が語られる。
隼人の試作ゲッター1号
神隼人が開発を指揮する試作ゲッターの第1号。まだ試作段階なのでゲッター線ではなくプラズマボムスを動力源にしている。後に橘博士との共同開発によりゲッター線不使用のネーサー製ゲッターロボ（ゲッターロボ號）に結実する。
ゲッター試作機
今までのゲッターロボ開発計画で作られた様々なデザインの試作機たちが、研究所内の奥深く通称「墓場」に収められていた。隼人が試作機を作るための部品取りに利用している。一台のゲッターを作るために何体も作られたと記述されており、これらの存在により早乙女製ゲッターに正確な開発順番を数で充てる事は出来ない。すべてゲッター線稼動式のため、所内のゲッター線の高まりと共に誤作動を起こしてしまう。

### 『ゲッターロボ號』との矛盾点
本作は『ゲッターロボ號』以降に執筆されたため、『號』執筆時点での記述と矛盾する箇所が散見される。本作最終章「進化の果て」にて描かれた早乙女研究所の壊滅は『號』における15年前の悲劇に相当すると思われるが、同作内における神隼人の供述並びにその回想画面と、本作の終了状態が異なる点を以下列挙する。
- 『號』におけるこの事件はゲッターの出力を最大にあげるテスト中の突発事故とされており、神隼人は政府の要請で東京に出張・不在とされていた。本作においては研究所上空に亜空間転移してきた巨大宇宙戦艦を破壊するため真ゲッタードラゴンの力が発動した結果とされている。この時神隼人は流竜馬と共に真ゲッターに搭乗し敵戦艦内に突入して交戦状態であった。その結果、ゲッターに搭乗していた2名のみが生き残る形となった（『號』記述における犠牲者数280名）。なお、後日談である『ゲッターロボアーク』には敷島博士と伊賀利三佐（アニメのみ）が再登場するため、この2人は難を逃れていなければならない。

- 惨劇後の研究所は『號』の描写において至る所がコンクリートで固められており、高濃度のゲッター線が溢れた危険地帯であった事が示されている。真ゲッターは所内格納庫にゲッター1状態で保管されていたが、本作の終了時点では廃墟となった研究所の側に真ゲッターが着地しており、この危険区域に真ゲッターを収めるという難作業が程なく強行されたと想像される。なお、15年の時を経た結果、所内の金属が結晶化・崩壊する一方でゲッター値は正常に戻るという現象が発生しており神隼人や同行した號たちを驚かせていた。
- 『號』にて流竜馬と神隼人が真ゲッターを操作する際、まるで初めて扱ったかのように不慣れな面が散見される。好意的に捉えれば廃墟となった早乙女研究所内にて15年間保管した際に、真ゲッターに何らかの質的変化が生じていた可能性はあり得る。

- 『號』の時点では早乙女博士の狂気化は想定されておらず、息子の元気や所員たちと一緒に惨劇に巻き込まれている姿で描かれている。また、ベンケイとゲッタードラゴンの消失に関してもこの時点では想定されておらず（作者の石川がベンケイの存在に関しては失念していたとされている）このため地下深くの真ドラゴンを気遣う様子も『號』時点の隼人や竜馬には描写されていない。

- 『號』前半のメインエピソードとなるプロフェッサーランドウによる蛇牙城計画も発端は早乙女研究所崩壊と同年の「15年前」であり、ランドウが構想を提唱した2年後に日本もプロジェクトに参加、橘博士を団長とし信一と翔、各大学の科学者グループ、軍人面で神隼人が参加したと記述されている。すなわち神隼人は2年間の内に早乙女研究所関連の残務を終え（真ドラゴンも活動継続しているはずなのに）軍への所属とネーサーへの協力体制に移行しなければならない。

## OVA
「真ゲッターロボ」の名を冠する作品は、2作バンダイビジュアルよりリリース（以下の他にも「真ゲッター」の名を冠していない作品として『新ゲッターロボ』が発表されている）。いずれの作品も、TVアニメ版のイメージよりも漫画版のテイストを前面に押し出している。また、設定に関してもTVアニメ版、漫画版のものをモチーフにしたオリジナルの物語として再構築された世界観であるため、それぞれ独立・完結したものとなっている。
真ゲッターロボ 世界最後の日
1998年に発売。未知なる敵「インベーダー」との戦いを描く。
真ゲッターロボ対ネオゲッターロボ
2000年に発売。『ゲッターロボ』の後日譚として描かれている。漫画版『ゲッターロボ號』に近い展開の小説版も刊行された。

## ロボットとしての真ゲッターロボ
真ゲッターロボに関する設定は複雑なため、作品別に分けて表記する。また、作品ごとに使用する武器やデザインなどに多少の違いがある。

### 漫画『ゲッターロボ號』 『真ゲッターロボ』
本作における設定は、ゲッター線の力を最大限に引き出すことを目的とした機体として早乙女博士が開発したゲッターロボ。系統的にはゲッターロボGの後継機で、3代目に当たる。
その能力はゲッターロボGですらも軽く凌駕するが、宇宙から降り注ぐゲッター線だけでは100%の性能を引き出すのに必要なエネルギーを充填するのに3年かかるため、ゲッタードラゴンをエネルギー増幅炉として使用しなければならなかったが、それでも50%までしか充填できなかった。漫画『ゲッターロボ號』では物語後半に真ゲッターロボが登場し、物語を完結させる。
なお、作品としては漫画『ゲッターロボ號』の方が先に発表されているが、作品内の時系列では後の話であり、號において真ゲッターロボが登場するシーンは、近年の単行本では多少修正されている。また、初登場時はゲッター線を使用していないゲッターロボ號と対比させて「本当のゲッターロボ」と呼ばれており、一文字號が隼人の命を受けて竜馬を呼び戻しに行った際には「新ゲッター」と呼んでいたが、後に真ゲッターロボが正式名称となり、號のセリフもゲッターロボサーガでは「真ゲッター」に修正されている。
漫画『ゲッターロボ號』で登場した際は、真ゲッター1の上半身から真ゲッター2の上半身をモーフィングによる変形をしていたが、漫画『真ゲッターロボ』ではそれまでのゲッターロボと同様に3機のゲットマシンが合体するシステムであったことが明かされた（作中の時間軸で15年近くの差があるので、その間に進化した）。
武装はゲッターロボ・ゲッターロボGと同様にゲッタートマホーク、ゲッタービームを装備。パイロットの意思が非常に強いものであれば広範囲を消滅させるゲッター線の光球ストナーサンシャインを放つことも可能。飛行速度は亜光速-超光速まで加速する。また、作中でゲッタートマホークはゲッター1のトマホークの柄を伸ばしたような、片刃で先がイボつきのタイプだったが、途中から両刃で柄が長く先が槍状のタイプへと形状が変わった。
なお、『ゲッターロボ號』で初登場した際はゲッターウイングの形状がゲッター1同様にマント型だったが、途中でコウモリの翼のような形状に変わっている。
ゲッター線による攻撃は単純に相手を消滅させているのではなく、宇宙を創造している根源であるゲッターエネルギーとして一つになって取り込んでいることがゲッター自身によって語られている。本編中では天国や地獄の概念とされる世界も含む全次元、全時空間全てが内包されている世界で、その全てを支配するゲッターは「全にして個、個にして全」という真理を顕在化した存在であるため、生と死を含めた様々な事象の循環した世界の機構としての存在意義を示している。
そのため、精神のみゲッターと同一化したものや、直接的に肉体全てが吸収されたもの、生物の概念で言えば死亡したものなどが存在したが、竜馬や號のように真ゲッターに搭乗し、真理に辿り着いたものはあらゆる存在とのコンタクトも可能になっていた。また、真ゲッターロボと同化途中の剴との対話から、これから起こり得る事象なども全て知覚することが可能になるという。
これらの事象は全て真ゲッターロボと関連して発生しており、ゲッターロボやゲッターロボGなどには起こらなかったが、ゲッターエネルギーそのものは同一のものであるため、帝王ゴールやブライ大帝などシリーズ初期に死亡した人物が、死後ゲッターと一つになったことが明らかになっていた。なお、この設定は漫画版でのみである。

### OVA『真（チェンジ!!）ゲッターロボ 世界最後の日』
本作における設定は、真ドラゴン護衛用として1機のみ製造されたものというものである。 
13年前に発生した早乙女博士の復活時に発射された重陽子ミサイル落着を阻止すべく、流竜馬、神隼人、ゴウが搭乗して宇宙へ上がったが、スティンガーとコーウェンに妨害され、ミサイルは研究所に落着。地球はゲッター線で汚染され、周囲一帯は壊滅。衝撃により真ゲッターもゲットマシンに分離してしまい、竜馬だけは13年後の世界に飛ばされてしまう。13年後、研究所跡にゴウと共に姿を現し、そこに迷い込んだケイと車弁慶も乗せてインベーダーとの本格的な戦いを開始した。弁慶負傷後はガイが搭乗し、3代目ゲッターチームが結成された。太平洋での決戦以降は2代目ゲッターチームである竜馬、隼人、弁慶の3名が搭乗した。
性能は全般的に高いが圧倒的とまでは言えない。早乙女ら初代ゲッターチームの駆るメタルビースト・ゲッターロボGとはほぼ互角。作中終盤に出現した巨大インベーダー軍団の前には苦戦を強いられた。
劇中ではインベーダーの締め付け攻撃により何度も装甲が破壊されており、その度にコクピット内も小規模の爆発などが起こり、パイロットが負傷していることからあまり強度は高くない。
宇宙空間で使用したゲッタービームは周囲にゲッター線が満ちていることもあって、一撃で大量のインベーダーを粉砕するほど強力だが、その分炉心臨界の関係でチャージ時間が設定されており連発は出来ない。
最終話では、真ドラゴンとの連携による攻撃「ファイナルゲッタービーム」「ファイナルゲッタートマホーク」を繰り出し、木星の衛星ごとインベーダーを殲滅した。しかしその余波で真ゲッターも両腕を失うなど多大なダメージを受ける。その後発動した最終兵器「真シャインスパーク」のエネルギー増幅炉となるも、ボロボロの真ゲッターでは真シャインスパークのエネルギーには耐えきれず、光の中で徐々に崩壊していく。その光の中、竜馬達はある目的に気づき、真ゲッターとともに時の狭間に旅立っていった。
本作では、変形すると真ゲッターロボの色が変わるようになっており、真ゲッター1は赤、真ゲッター2は白、真ゲッター3は黄系統のカラーリングとなる。また、『第2次スーパーロボット大戦Z 破界篇』では、真ゲッター3に巴武蔵が搭乗。
武装
- この作品では、真ゲッター1が「鎌」（ゲッターサイト）、「槍」（ゲッターランサー）を使用している他、ゲッタービームを頭部と腹部の2カ所から発射できる。頭部からのビームは緑、腹部からのビームは赤（ただし、劇中終盤では逆のパターンも見られた）。
- 真ゲッター2の武装は、ドリルテンペストとミラージュドリルが無くなり、替わりにプラズマドリルハリケーンが実装された。
- 真ゲッター3の武装は、キャタピラ後部に新設されたコンテナからミサイルを一斉発射するミサイルストームが追加装備されたほか、大雪山おろし二段返しが普通の大雪山おろしへ、肩のゲッターミサイルがゲッターホーミングミサイルへとそれぞれ変更された。また、大雪山おろしの際には、旧ゲッター3と同様に両腕が伸縮してらせん状に敵を絡める。

### OVA『真ゲッターロボ対ネオゲッターロボ』
全高55m、重量220ｔ。
本作における真ゲッターロボはゲッターロボの後継機として開発が進められていたという設定。
本来、ニューヨークにおける恐竜帝国との決戦に投入されるはずだったが、起動に失敗。ゲッターロボは単騎奮戦していたパイロットの武蔵もろとも自爆し、恐竜帝国とニューヨークを同時に壊滅させる。とはいえ、ニューヨークを壊滅させた社会的影響は多大で、その結果として国際社会からゲッター線開発停止の圧力がかかり、それに屈した日本政府により封印されていた。恐竜帝国の再来に際し、人類最後の切り札として封印を解かれ、一文字號の気合で遂に起動。早乙女研究所内で多数のプロトゲッターを相手に戦い大破したネオゲッターロボに代わり、対恐竜帝国用に戦線投入された。
その能力は高く、バット将軍やガリレイ長官を苦もなく倒す絶大な戦闘能力を誇る。しかし、最終決戦において巨大化したゴールには手も足も出ず、あわや撃破寸前にまで追い込まれたが、神ゲッターロボと呼ばれる形態に進化したことで形勢が逆転。ゴールの攻撃をまったく受け付けず、逆に相手を瞬殺する恐るべき本領を発揮している。なお、神ゲッターロボは「石川賢画集（1）闘神」に掲載されている「蒼のゲッター1」がデザインモチーフになっている。
小説版では封印されたことになっているが、実際は臨戦態勢のままにされている。5年前の恐竜帝国との最終決戦で武蔵がゲッター炉心を暴走させたその瞬間や、ネオゲッターロボとメカザウルス・ゲラとの戦闘時に、炉心に火が入りそうになっている。ネオゲッターロボが大破した際、自動操縦で早乙女研究所から発進しアラスカ戦線に参加した。何らかの意志が持つ描写がされている。
その能力はやはり凄まじく、最小出力のゲッタービームでもネオゲッターのゲッタービームキャリアによるゲッタービームでは比較にならない高威力を誇る。
武装
- 本作では、ゲッタートマホークが「ダブルトマホーク・ランサー」と設定されている（小説版ではゲッタートマホークと呼ばれる）他、デザインも簡素化されており、脚部のモールドが無く、前作の真ゲッターにあった「瞳」も無い[2]。
- 設定上ストナーサンシャインも備えているが、劇中では使用されず、小説版ではガリレィとの戦闘において撃とうとしたところ途中でゲッター線が拡散してしまい不発となっているが、デビラムウに対して使用したときには成功している。なお、ゲーム『スーパーロボット大戦R』では隠し武器として登場している。
- 真ゲッター2の必殺技は、ミラージュドリルへと変更された。
- 真ゲッター3の武装は、ミサイルストームがミサイルボムへと名称変更された[3]ほか、パイロットの剴に武蔵との接点がないため大雪山おろしを使用しない。

### 小説『スーパーロボット大戦』
小説『スーパーロボット大戦』（作：団龍彦）の真ゲッターロボは、現代より先の未来で早乙女博士が臨界点を超えたゲッター線にも耐えうるロボットとして開発したものである。しかし、実験は失敗。早乙女博士達は死亡し、残ったボディをパリアッチョ（あしゅら男爵）が回収し、遠い未来の世界において現代から時を越えて現れた竜馬達のゲッターロボGと対決した。パイロットはクローンの武蔵3人だが、真ゲッターの力で姿が変わってしまっていた。竜馬達のゲッターGを圧倒したものの、最後はシャインスパークの直撃を喰らって破壊される。

### ゲーム「スーパーロボット大戦シリーズ」
ゲーム「スーパーロボット大戦シリーズ」は、ゲッターロボをはじめ、多くのロボット作品が登場するゲームソフトのシリーズ。
1995年の『第4次スーパーロボット大戦』以降、ゲームの進行とともにアニメ版ゲッターロボGのさらなる後継機として真ゲッターロボが登場する。真ゲッター2の下半身と真ゲッター3はこのゲームのために描き下ろされた。『真ゲッターロボ（原作漫画版）』出典の機体として登場する場合の設定は様々で、ゲームだけのオリジナル設定で登場すること（旧シリーズの真ゲッターは旧ゲッターが暴走した高出力のゲッター線を浴びて変化している）もあれば、ゲッター線暴走の産物になることもあったり、敵に渡って利用されたりもする。

#### モデルの相違点
- 『第4次スーパーロボット大戦』から『スーパーロボット大戦64』までは漫画『ゲッターロボ號』での設定・デザインが用いられている。変形はゲットマシンには分離せず、モーフィングによって行われる。また、『新』のドリルテンペストとミラージュドリルは他とは大幅に異なる攻撃法になっている。
- 『スーパーロボット大戦α』から『スーパーロボット大戦A』までは漫画『真ゲッターロボ』での設定・デザインが用いられ、変形が通常のゲッターロボ同様ゲットマシンの分離・合体によるものとなった。なお、真・シャインスパークはストナーサンシャインより威力が劣るように変更された（『A』のみ使用不可だが、『A』にしか無い攻撃としてゲッタードラゴンとの合体技「ストナーサンシャインスパーク」がある）。
- 『第2次スーパーロボット大戦α』以降はOVA版の設定・デザインが用いられている。設定は『真（チェンジ!!）ゲッターロボ』と『真ゲッターロボ対ネオゲッターロボ』の折半、デザインは『真ゲッターロボ対ネオゲッターロボ』のものがメインとなっている。武装は原作版。そのため、真・シャインスパークを使用可能（『第2次α』のみ使用不可）で、『第3次α』以降はストナーサンシャインよりも強力な設定に戻された。
- 『スーパーロボット大戦COMPACT』、『スーパーロボット大戦COMPACT2』（及びリメイク版の『スーパーロボット大戦IMPACT』）では、一定条件を満たすとゲッター線暴走イベントが発生する。その結果、偶発的に誕生する設定。そのため、厳密には下敷きになっている「原作」は存在しないが、ユニットの設定などは原作のものを踏襲している。『COMPACT2』では、実験目的で使われていた初代ゲッターロボが変異し、真ゲッターになったという設定。『COMPACT』では、「ゲッター線が暴走した！」というメッセージが表示されるだけでいつの間にかゲッターGが真ゲッターに置き換わっている。早乙女博士が『COMPACT2』で真ゲッターはゲッター線の実験によって誕生した異端児であると語った。ただし進め方次第ではゲッター線暴走イベントが起きず、最後までゲッターGの展開もある。
- 『スーパーロボット大戦W』ではマジンカイザーと同時期に開発され、同機の製作者である兜十蔵博士が開発に関わっている。お互いのどちらかが暴走した際等に封印が解けるカウンター的存在という設定。デザインは『真（チェンジ!!）ゲッターロボ 世界最後の日』のものを踏襲するが、武装は原作版、搭乗者はTV版。参戦作品は原作の真ゲッターロボ扱い。また、大雪山おろし二段返しは大雪山おろしの後にミサイルストームを放つ方式になっている。

### ゲーム『ゲッターロボ大決戦!』
真ゲッターロボを含む各種ゲッターロボとゲッターロボ號に登場した各国のスーパーロボット（とテキサスマック）によるゲッターロボ世界を舞台にしたシミュレーションRPG。
なお、ゲーム終盤に登場するゲームオリジナルの真ゲッタードラゴンの設定は原作漫画版に近く、大量のゲッター線を浴びたゲッターロボGが繭を作り進化した姿となっている。この真ゲッタードラゴンは通常の合体変形こそ行わないものの、体の一部をモーフィング変形させてドリルやストロングミサイルといった他形態の武器を使用していた。
ゲーム特有のシステムとしては、マップクリアごとのインターミッションでゲッターロボ合体シミュレーションに合格しないと、ゲッターロボGや真ゲッターロボに搭乗できないというもので訓練機はモノトーンの真ゲッターロボとなる。